# Zlatni križ krbavskih biskupa
Zlatni križ krbavskih biskupa je jedan od najdragocjenijih sakralnih predmeta hrvatske crkvene baštine.

## Karakteristike
Zajedno sa stalkom (drškom) visok je 33 cm. Jezgra križa je drvena, okovana željezom i presvučena zlatnim pločicama. Ukrašen je kristalima i okruglim koraljnim perlicama. Visok je 21,5 cm, a širok 17,6 cm. Krbavski biskupi su ga nosili u desnoj ruci kao znak dostojanstva i crkvene časti, a od kraja 13. st. uobičajilo se nositi križ na način kako ga je do tada smio nositi samo Papa, tj. na prsima (pektoral), obješen oko vrata na vrpci ili lančiću, a ne više u ruci.
Zbog turskih pljačkaških pohoda i zatim osvajanja, biskupija je bivala sve pustija, crkve su osmanski vojnici, akindžije i vlaški martolozi rušili i pljačkali, pa je zbog sigurnosti preselila se u frankopanski Modruš, a zatim (1493.) u Novi Vinodolski. Bježeći pred turskim osvajačima, modruški biskup Krištofor ponio je zlatni križ krbavskih biskupa, koji je pripadao još prvomu krbavskom biskupu Mateju. Križ se danas čuva u crkvi sv. Filipa i Jakova u Bribiru pokraj Novog Vinodola (u kojem je 1288. napisan "Vinodolski zakon").